# Resistència interna
La resistència interna d'una font en electricitat d'acord amb el teorema de Thévenin és la que es pot representar en un circuit elèctric com una font de voltatge ideal en sèrie amb una impedància elèctrica. Quan la font d'energia subministra corrent elèctric la e.m.f. (voltatge de sortida) és més baixa que el voltatge de la càrrega no elèctrica; la diferència és la caiguda de voltatge (el producte del corrent i la resistència) causada per la resistència interna. El concepte de resistència interna s'aplica a tota mena de fonts elèctriques i és útil per analitzar molts tipus de circuits elèctrics.

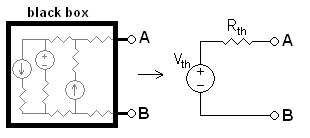
Qualsevol sistema linear que contingui només fonts de voltatge, fonts de corrent i altres resistors es pot convertir a un circuit equivalent de Thévenin, comprenent exactament una font de voltatge i un resistor que representa la "resistència interna".

## Piles i bateries
Les piles i bateries es poden emmotllar aproximadament com a font de voltatge en sèrie amb una resistència. La resistència interna d'una bateria depèn de la mida específica de la bateria, les propietats químiques, l'edat, la temperatura i el corrent de descàrrega. Per exemple una pila alcalina Energizer nova (E91 AA) passa d'una resistència interna d'uns 0,9 ohms a -40 °C a 0,1 ohms a 40 °C.
Un tipus comercial de bateria de 12V 12 Ah té una resistència interna de 16 m Ohms.
En l'ús el voltatge útil produït per una bateria disminueix fins que resta tan baix que la bateria s'ha de descartar. Això en gran manera es deu a l'increment de la resistència interna més que no pas a la caiguda del voltatge de la font equivalent.